# Mother Skinny
Mother Skinny è l'ottavo album in studio long playing del gruppo Circus Devils, pubblicato negli Stati Uniti nel 2010, in vinile e in CD dalla Happy Jack Rock Records. I Circus Devil sono uno dei progetti paralleli di Robert Pollard, leader e fondatore dei Guided by Voices. Tutte le canzoni sono state scritte ed eseguite da Robert Pollard e Todd Tobias con Tim Tobias.

## Tracce
Lato A
1. Sub Rat
2. Lurking
3. Wolf Man Chords
4. Hard Art (Hard All Day)
5. Get On It
6. His Troops are Loyal
7. Kingdoms of Korea
8. Bam Bam bam
9. The Germ Circus
10. 8 Legs to Love You

Lato B
1. 17 Days on the Pole
2. Freezer Burn
3. We Don't Need to Know Who You Are
4. A Living Necklace of Warts
5. The New Nostalgia
6. The Cave of Disappearing Men
7. Mother Skinny
8. All the Good Ones Are Gone
9. Pledge
10. Shut Up

## Musicisti
- Todd Tobias: basso, batteria, chitarra, tastiere, percussioni
- Robert Pollard: voce
- Tim Tobias: chitarra